# Pohlia rostrata
Pohlia rostrata är en bladmossart som beskrevs av Brotherus 1903. Pohlia rostrata ingår i släktet nickmossor, och familjen Bryaceae. Inga underarter finns listade i Catalogue of Life.